# Garamond Verlag
Der Verlag IKS Garamond ist ein 1999 in Jena gegründeter Verlag. 

## Verlagsprogramm
In den Anfangsjahren umfasste das Programmspektrum vor allem belletristische Titel. 2004 orientierte sich der Verlag neu und wurde  zum Wissenschaftsverlag. Der thematische Schwerpunkt der bislang rund 200 Titel liegt im Bereich der Pädagogik und Theologie. Zudem werden durch die enge Zusammenarbeit mit Universitäten und Hochschulen Forschungsberichte, Studien- und Grundlagenliteratur sowie wissenschaftliche Editionen und Festschriften publiziert.
Zum 450-jährigen Bestehen der Friedrich-Schiller-Universität Jena erschienen in der Schriftenreihe „Lichtgedanken“ Veröffentlichungen, die sich mit der Geschichte der Universität auseinandersetzen.

## Autoren (Auswahl)
- Klaus Dicke
- Gottfried Gabriel
- Ulrich Herrmann
- Martin Hermann
- Jürgen John
- Ralf Koerrenz
- Gottfried Meinhold
- Helmut G. Walther
- Michael Wermke